# Hendrik Linse

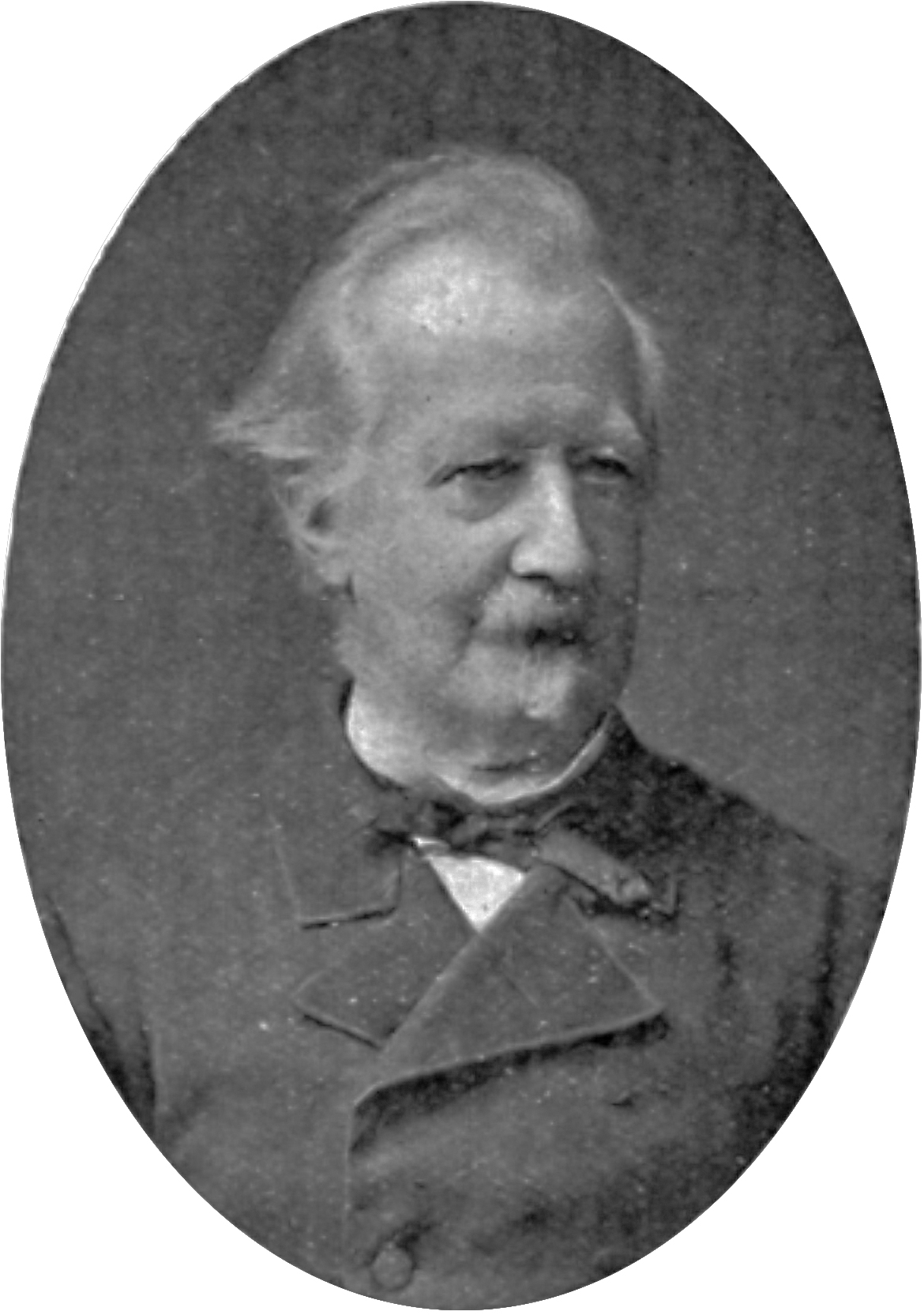
Hendrik Linse (1886)

Hendrik Linse (Amsterdam, 18 maart 1825 – Oosterbeek, 5 september 1905) was een Nederlands ingenieur en ondernemer.

## Levensloop
Hendrik Linse was de zoon van de Amsterdamse handelaar Hendrik Linse en Catharina Wilhelmina Wilckhaus. Hij trouwde in 1850 met Aleida van Wieringhen Borski. Zij overleed in 1859, en in 1861 hertrouwde hij met Susanna Maria van Pabst Rutgers. Hij had een zoon uit het eerste huwelijk en een dochter uit het tweede.
Linse studeerde van 1843 tot 1847 civiele techniek aan de toenmalige Koninklijke Academie te Delft. In zijn studententijd raakte hij bevriend met Aquasi Boachi.
Kort na zijn studie werd hij aangesteld als opzichter onder Jan Anne Beijerinck bij de droogmaking van de Haarlemmermeer. In 1849 kreeg hij ontslag en vestigde zich in Hoorn, waar hij een azijnfabriek gekocht had. Van 1855 tot 1864 bouwde hij in Hoorn en omstreken verschillende bruggen, ziekenhuizen, kerken en gasfabrieken. Van 1866 tot 1873 was hij directeur van gemeentewerken in Dordrecht, waar hij eveneens diverse werken uitvoerde. In 1874 vestigde hij zich in Utrecht.
In 1875 werd hij daar benoemd tot tijdelijk ingenieur bij de genie, belast met de aanleg van een kazerne op Damlust. Van 1882 tot 1884 was hij hoofdingenieur van de IJsselstoomtrammaatschappij. Hiervoor verhuisde hij in 1883 naar Den Haag.
In 1890 vestigde hij zich in Oosterbeek, waar hij in 1905 overleed.
- Biografisch Portaal: 33654833
- Digitale Bibliotheek voor de Nederlandse Letteren: lins008
- International Standard Name Identifier: 0000 0003 9067 5484
- Nederlandse Thesaurus van Auteursnamen: 073726516
- Virtual International Authority File: 284322052
- WorldCat: E39PBJk4HDYH9hPMtmg6Xc6kDq